# Sushi Pack
Sushi Pack (2007–2009) – amerykański serial animowany wyprodukowany w 2007 roku przez American Greetings, którego autorem jest Tom Rugger. Serial jest emitowany w Polsce od 16 maja 2008 roku na antenie ZigZap.

## Fabuła
Sushi Pack to piątka nieustraszonych przyjaciół: Wasabi, Kani, Ikura, Maguro i Tako, która ma za zadanie ratować świat przed złem. Załoga Sushi Pack mieszka w japońskiej restauracji i żyje wśród ludzi. Superbohaterowie starają się rozwiązywać wszelkie problemy sposobem, w każdej sytuacji zwracając uwagę na to, jak ważne w życiu są przyjaźń i umiejętność działania w grupie.

## Sushi Pack
- Ikura Maki – przewodniczy grupie, gdyż jest bardzo silny. Jest jednak mało ostrożny, co wprowadza go i jego przyjaciół w tarapaty. Jego imię oznacza ikrę łososia po japońsku. W walce używa lepkiej ikry. Jego „nazwisko” oznacza rodzaj sushi.
- Kani Maki – dziewczynka o różowym kolorze skóry. Do walki używa pazurów i szczypiec umieszczonych na głowie. Jej imię oznacza kraba po japońsku.
- Maguro Maki – spokojna i pokojowa amarantowa osoba, lubi medytację i feng shui, potrafi lewitować i ma moce telekinetyczne. Maguro oznacza tuńczyka po japońsku.
- Tako Maki – nieoficjalny przywódca, niebieska ośmiornica, ma 6 ramion i opaskę na lewym oku, w walce pluje atramentem. Tako oznacza ośmiornicę po japońsku.
- Wasabi Pow – najmniejszy żółty osobnik, jako jedyny nie mówi ludzkim językiem. Podczas walki używa żółtych płomieni. Jego imię pochodzi od chrzanu japońskiego lub od niezwykle ostrej pasty z chrzanu japońskiego, niezbędnej do przygotowania sushi i sashimi.
- Ben – właściciel restauracji i najlepszy przyjaciel Sushi Pack, nosi jasno-brązową czapkę. Ma niebieskie włosy i bródkę.

## Wersja polska
Wersja polska: na zlecenie MiniMini/ZigZapa – Master Film
Reżyseria: Ilona Kuśmierska
Dialogi:
- Anna Hausner (odc. 1-6, 9-10, 21-52),
- Jan Buchwald (odc. 7-8),
- Elżbieta Jeżewska (odc. 11-15)
- Dorota Filipek-Załęska (odc. 16-20),

Dźwięk:
- Urszula Bylica (odc. 1-10, 16-25, 31-35, 41-45),
- Paweł Nowacki (odc. 1-5, 11-45),
- Stanisław Winiarski (odc. 6-10, 46-52),
- Jacek Marcinkowski (odc. 26-30, 36-40, 46-52),

Montaż:
- Urszula Bylica (odc. 1-10, 16-25, 31-35, 41-45),
- Gabriela Turant-Wiśniewska (odc. 11-15),
- Agnieszka Kołodziejczyk (odc. 26-30, 36-40, 46-52)

Kierownictwo produkcji: Romuald Cieślak
Teksty piosenek: Janusz Onufrowicz
Opracowanie muzyczne: Piotr Gogol
 Wystąpili:
- Grzegorz Drojewski – Tako
- Joanna Pach –
  - Wasabi,
  - Sofia Taker (odc. 3)
- Krzysztof Szczerbiński – Ikura
- Katarzyna Łaska – Maguro Maki
- Agnieszka Kunikowska – Kani
- Tomasz Bednarek – Ben
- Tomasz Steciuk – Książę Ciemności
- Mirosław Zbrojewicz – Generał Antyseptyk (odc. 13)
- Mirosław Guzowski – Oktopus (odc. 19)
- Martyna Sandach – Hideki (odc. 19)
- Paweł Szczesny – Toro
- Mikołaj Klimek – Uni
- Jacek Bursztynowicz – Fugu
- Janusz Wituch – Unagi
- Andrzej Arciszewski
- Jacek Wolszczak
- Piotr Bąk
- Anna Wodzyńska
- Mieczysław Morański
- Wojciech Paszkowski
- Stefan Knothe
- Andrzej Ferenc
- Jolanta Wilk
- Katarzyna Kozak
- Włodzimierz Bednarski
- Beata Wyrąbkiewicz
- Robert Czebotar
- Kinga Tabor
- Cezary Kwieciński
- Ryszard Olesiński
- Mirosław Wieprzewski
- Agata Gawrońska
- Marek Bocianiak
- Andrzej Gawroński
- Jacek Jarosz
- Włodzimierz Press
- Tomasz Błasiak
- Krzysztof Zakrzewski
- Zbigniew Konopka
- Sławomir Pacek
- Janusz Rafał Nowicki
- Mirosława Krajewska
- Andrzej Chudy
- Adam Bauman
- Jacek Mikołajczak
- Klaudiusz Kaufmann
- Jarosław Domin
- Dorota Lanton
- Aleksander Mikołajczak

i inni
Śpiewali: Rafał Drozd, Piotr Gogol, Artur Bomert, Katarzyna Łaska, Małgorzata Szymańska

## Odcinki
- Serial składa się z 52 odcinków.
- Serial po raz pierwszy pojawił się w Polsce na kanale ZigZap 16 maja 2008 roku.
- Do 17 czerwca 2009 roku lektorem w czasie napisów końcowych był Jacek Kopczyński, który podawał, iż wersja polska została zlecona przez MiniMini. Od 18 czerwca 2009 roku ZigZap emituje zmodyfikowaną końcówkę, gdzie lektorem jest już kto inny – podaje również prawidłowego zleceniodawcę dubbingu – ZigZap.

### Spis odcinków
| Premiera odcinka | N/o | Polski tytuł                        | Angielski tytuł                             |
| ---------------- | --- | ----------------------------------- | ------------------------------------------- |
|                  |     |                                     |                                             |
| SERIA PIERWSZA   |     |                                     |                                             |
|                  |     |                                     |                                             |
| 16.05.2008       | 01  | Czy to jest sztuka?                 | But is it Art?                              |
|                  |     |                                     |                                             |
| 18.05.2008       | 02  | Co się dzieje z Wasabi?             | Wassup Wasabi                               |
|                  |     |                                     |                                             |
| 19.05.2008       | 03  | Nie ma się z czego śmiać            | No Clowning Around                          |
|                  |     |                                     |                                             |
| 20.05.2008       | 04  | Słabości bohaterów                  | World’s Tastiest Heroes                     |
|                  |     |                                     |                                             |
| 21.05.2008       | 05  | Smażony łosoś                       | Poached Salmon                              |
|                  |     |                                     |                                             |
| 22.05.2008       | 06  | W poszukiwaniu energii              | Go With the Glow                            |
|                  |     |                                     |                                             |
| 23.05.2008       | 07  | Automat do lodu                     | Deep Freeze                                 |
|                  |     |                                     |                                             |
| 25.05.2008       | 08  | Satelita                            | Satel-lightning                             |
|                  |     |                                     |                                             |
| 26.05.2008       | 09  | Ostre papryczki atakują             | Red Hot Chili Planet                        |
|                  |     |                                     |                                             |
| 27.05.2008       | 10  | Niezwykły batonik                   | Sweet Tooth                                 |
|                  |     |                                     |                                             |
| 28.05.2008       | 11  | Złoty środek                        | Taming the Gaming                           |
|                  |     |                                     |                                             |
| 29.05.2008       | 12  | Na tropie Rexa                      | Rex Marks the Spot                          |
|                  |     |                                     |                                             |
| 30.05.2008       | 13  | Zen Bena                            | When Will Ben be Zen?                       |
|                  |     |                                     |                                             |
| 01.06.2008       | 14  | Atak wielkiego małża                | Wharf City on the Half-Shell                |
|                  |     |                                     |                                             |
| 02.06.2008       | 15  | Ciastusie                           | Dough-Ray-Me                                |
|                  |     |                                     |                                             |
| 03.06.2008       | 16  | Znak Tuńczyka                       | Sign of the Tuna                            |
|                  |     |                                     |                                             |
| 04.06.2008       | 17  | Jam Jakersi                         | The Yam Yakerss                             |
|                  |     |                                     |                                             |
| 05.06.2008       | 18  | Loch Kraba                          | Dungeon of the Crab                         |
|                  |     |                                     |                                             |
| 06.06.2008       | 19  | Świrnięty nurek                     | Deep Sea Diver Dude                         |
|                  |     |                                     |                                             |
| 08.06.2008       | 20  | Plotka Szprotka                     | Fish Tales                                  |
|                  |     |                                     |                                             |
| 09.06.2008       | 21  | Rzecz, której nie było              | The Thing That Wasn’t There                 |
|                  |     |                                     |                                             |
| 10.06.2008       | 22  | Ikura gwiazdą                       | Starring Ikura                              |
|                  |     |                                     |                                             |
| 11.06.2008       | 23  | Dać szansę Groszkowi                | Gives Peas a Chance                         |
|                  |     |                                     |                                             |
| 12.06.2008       | 24  | Niezwykła pasta do butów            | Chemicals Made From Dirt                    |
|                  |     |                                     |                                             |
| 13.06.2008       | 25  | Kto mówi prawdę?                    | Says Who?                                   |
|                  |     |                                     |                                             |
| 15.06.2008       | 26  | Przestraszony Wasabi                | Darkness and Spice                          |
|                  |     |                                     |                                             |
| SERIA DRUGA      |     |                                     |                                             |
|                  |     |                                     |                                             |
| 16.06.2008       | 27  | Prawo Bena                          | Ben’s Law                                   |
|                  |     |                                     |                                             |
| 17.06.2008       | 28  | Niewinne kłamstwa                   | Where No Truth Lies                         |
|                  |     |                                     |                                             |
| 18.06.2008       | 29  | Śledztwo w Sushi Ekspresie          | Disoriented on the Sushi Express            |
|                  |     |                                     |                                             |
| 19.06.2008       | 30  | Fałszywe obrączki                   | Ring-a-Ding-Ding                            |
|                  |     |                                     |                                             |
| 20.06.2008       | 31  | Prawdziwy idol                      | Near Miss                                   |
|                  |     |                                     |                                             |
| 22.06.2008       | 32  | Po drugiej stronie lustra           | Mirror, Schmirror                           |
|                  |     |                                     |                                             |
| 23.06.2008       | 33  | Oszustwo nie popłaca                | Collect ’Em All                             |
|                  |     |                                     |                                             |
| 24.06.2008       | 34  | Rzadki okaz Sushi                   | Jig-Saw Sushi                               |
|                  |     |                                     |                                             |
| 25.06.2008       | 35  | Sekretny przepis                    | Donut Whodunnit                             |
|                  |     |                                     |                                             |
| 26.06.2008       | 36  | Sushi w centrum Ziemi               | Sushi at the Center of the Earth            |
|                  |     |                                     |                                             |
| 27.06.2008       | 37  | Znikający przestępcy                | Disappearing Act                            |
|                  |     |                                     |                                             |
| 29.06.2008       | 38  | Cuchnące zjawy                      | Wicked Waste Wisps                          |
|                  |     |                                     |                                             |
| 30.06.2008       | 39  | Goście z planety cytrusów           | From the Planet Citrus                      |
|                  |     |                                     |                                             |
| 01.07.2008       | 40  | Noc miliona świateł                 | Lights on, lights off                       |
|                  |     |                                     |                                             |
| 02.07.2008       | 41  | Unagi atakuje                       | Pants on Fire                               |
|                  |     |                                     |                                             |
| 03.07.2008       | 42  | Złe Sushi                           | The Wrong Sushi                             |
|                  |     |                                     |                                             |
| 04.07.2008       | 43  | Konferencja złoczyńców              | Respectable Delectables                     |
|                  |     |                                     |                                             |
| 06.07.2008       | 44  | Siła ciemności i siła światła       | Star of Light, Star So Bright               |
|                  |     |                                     |                                             |
| 07.07.2008       | 45  | Pomnik największego bohatera        | Sushis of a Certain Stature                 |
|                  |     |                                     |                                             |
| 08.07.2008       | 46  | Olbrzymi Ikura                      | A Very Big Deal                             |
|                  |     |                                     |                                             |
| 09.07.2008       | 47  | Na dnie morza                       | In Hot Water                                |
|                  |     |                                     |                                             |
| 10.07.2008       | 48  | Praca w zespole                     | Much Ado About Tako                         |
|                  |     |                                     |                                             |
| 11.07.2008       | 49  | Wyrolować Sushi                     | Sushi Roll Model                            |
|                  |     |                                     |                                             |
| 13.07.2008       | 50  | Sprawiedliwy podział                | Fair Share, for Sure                        |
|                  |     |                                     |                                             |
| 15.07.2008       | 51  | Sushi Pack kontra Smażeni Wojownicy | Sushi Pack vs the Fried Food Fighting Force |
|                  |     |                                     |                                             |
| 16.07.2008       | 52  | Niezwykła zamiana                   | Every Body is Some Body                     |
|                  |     |                                     |                                             |